# Definições de música
A definição de música é muito contestada devido às suas fortes conotações e seu uso além do assunto em si. Pode ser considerada, por exemplo, uma forma de arte da expressão pela combinação de sons e silêncio.
François Guizot em "Douze Conférences..." , 1994 - v. 3-5, pág. 14. Clube musical et littéraire de Montréal afirma que:
" A música oferece à alma uma verdadeira cultura íntima e deve fazer parte da educação do povo."

## A música como som
Uma definição comum de música é rotulá-la como simplesmente sons organizados, ou os mesmos mais sofisticados. Conceito presente na seguinte afirmação: "a brilhante organização de sons e silêncio". Essa definição é notadamente corrente em meados do século XIX em diante, quando se começou a analisar a relação entre som e percepção.Ou seja a combinação perfeita de ritmo, harmonia e melodia.
Podemos definir a música como a arte de produzir efeitos estéticos através de fenômenos acústicos, uma definição mais ampla e precisa.
A musica, com arte, é uma forma de produzir ou transmitir o que é belo. É uma forma de expressão que utiliza os sons como matéria prima, assim como a linguagem convencional utiliza palavras.

## A música como experiência subjetiva
Outra definição comumente usada para música a tem como capaz de dar prazer, ou melodiosa. Essa visão é usada para argumentar que alguns tipos de organizações sonoras não são música enquanto outros a são.
Desde que a abrangência para o que é aceito como música varia de cultura para cultura e de tempos em tempos, outras versões elaboradas dessa definição admitem algum tipo de evolução musical de caráter cultural ou social. Essa definição foi predominante no século XVIII, quando, por exemplo, Mozart preconizou que a "música jamais deve esquecer-se, jamais deve deixar de ser música".

## A música como previsão
Não tão comum é a definição cognitiva do que seria música. Para esta concepção a música não é meramente som ou a percepção deste som, mas maneiras pelas quais percepção, ação e memória são organizadas. Essa definição é influente nas ciências cognitivas, que procuram localizar as regiões do cérebro responsáveis por relembrar e analisar os diferentes aspectos da experiência musical. A definição inclui em si a dança.

## A música como construção social
Teorias pós-modernas concebem que a música, assim como a arte, é definida primeiramente por seu contexto social. De acordo com essa visão, a música é o que as pessoas chamam de música, seja um período de silêncio, algum tipo de som ou sua performance. O trabalho de John Cage, 4'33", é baseado nessa concepção de música

## A música como fonte histórica
A música passa a ter um caráter de fonte histórica, quando os compositores transmitem através das letras seus elogios ou indignações sobre determinados fatos históricos.
Por conta dessa variedade de definições, o estudo da música é igualmente caracterizado pela diversidade. Esses estudos podem ser do som, da vibração e/ou acústica, o estudo cognitivo da música, de teoria musical e performance prática ou ainda teoria musical na etnomusicologia, e o estudo da recepção e história da música, geralmente, chamado de musicologia.

## A música como manifestação estética
Trata-se de uma concepção amplamente difundida, na qual a Música é entendida como uma complexa organização dos fenómenos acústicos com o objectivo de alcançar um fim estético. Este conceito tem como base a observação dos vários períodos históricos da música, onde em cada um deles, os músicos se apropriavam de determinados "materiais", para assim manipulamos e, chegar a uma obra artística de acordo com suas idéias estéticas. Exemplos desta concepção encontraremos deste o Faux-bourdon da música Medieval até as estruturas micro-contrapontísticas de Ligeti, passando pela elaboração expressiva dos intervalos musicais no modalismo de Monteverdi até os estudos dos timbres com Debussy.